# Inaam Nakchbandi
Inaam Nakchbandi (* 1967 in Deir ez-Zor, Syrien) ist eine deutsche Fachärztin und Professorin für Innere Medizin syrischer Abstammung. Sie leitet seit Januar 2005 die Forschungsgruppe „Translationale Medizin“, zunächst am Max-Planck-Institut für Biochemie und seit 2016 am Max-Planck-Institut für Medizinische Forschung, welche mit dem Institut für Immunologie am Universitätsklinikum Heidelberg zusammenarbeitet. Weiterhin ist sie seit 2010 außerplanmäßige Professorin an der Universität Heidelberg.

## Leben und Wirken
Nakchbandi studierte Medizin von 1985 bis 1991 an der Universität Damaskus in Syrien. Anschließend führte sie ihre fachärztliche Weiterbildung für Innere Medizin an der Yale University School of Medicine in den USA fort. 2001 erwarb sie die Approbation in derselben Fachrichtung in Baden-Württemberg und promovierte an der Universität Heidelberg mit einer Arbeit über den Zusammenhang zwischen Fibronektin-Isoformen und Leberfibrose bei Patienten mit chronischer Hepatitis C.
Als Wissenschaftliche Mitarbeiterin an der Fakultät für Klinische Medizin der Universität Heidelberg habilitierte sie im Oktober 2003 mit ihrer Arbeit Die Rolle des Parathormons und des Parathormonähnlichen Proteins im Skelett und im Zentralnervensystem. Nach einem Wechsel an das Max-Planck-Institut (MPI) für Biochemie als Wissenschaftliche Mitarbeiterin im Jahr 2004 leitete sie ab Januar 2005 die Forschungsgruppe „Translationale Medizin“ des Max-Planck-Instituts für Biochemie. Diese Forschungsgruppe ist seit 2016 unter ihrer Leitung dem Max-Planck-Institut für Medizinische Forschung angegliedert und kooperiert mit dem Institut für Immunologie am Universitätsklinikum Heidelberg.
Im August 2010 wurde Nakchbandi zur außerplanmäßigen Professorin an der Universität Heidelberg berufen.

## Forschungsgruppe „Translationale Medizin“
Am MPI für Medizinische Forschung bestehen daneben sechs weitere Forschungsgruppen, die jeweils von der Max-Planck-Gesellschaft ausgeschrieben und deren Leitungspositionen durch den Präsidenten der MPG besetzt werden. Wie an allen diesen Forschungsgruppen üblich, wurde Nakchbandi nach einem rigorosen und international ausgeschriebenen Auswahlverfahren als Leiterin der Forschungsgruppe „Translationale Medizin“ benannt. Ihre Forschungsgruppe arbeitet im Rahmen der Aufgaben und Infrastruktur des Instituts für Biochemie und verfügt über eigene Personal- und Sachmittel. Die für ihre Arbeit bewilligten Mittel kann sie nach eigenem Ermessen verwenden, um die wissenschaftliche Autonomie der Forschungsgruppe zu gewährleisten.
Die Forschungsgruppe „Translationale Medizin“ untersucht die Rolle der extrazellulären Matrix und deren Interaktion mit den umgebenden Zellen sowohl bei gesunden Menschen als auch bei verschiedenen Erkrankungen. Dabei bilden Erkrankungen der Leber sowie Tumorerkrankungen wie Brustkrebs, Osteoporose und Skelettentwicklung besondere Schwerpunkte. Für mehrere Forschungsprojekte hat sie Projektförderung durch die Deutsche Forschungsgemeinschaft erhalten.
Laut Researchgate hat Nakchbandi 112 wissenschaftliche Publikationen seit 2016 in namhaften Fachzeitschriften wie dem Journal of Hepatology, Journal of Bone and Mineral Research und Cancer Research veröffentlicht. Weiterhin wirkt sie seit 2022 als Gutachterin für die Fachzeitschrift Pharmaceutics.

## Publikationen (Auswahl)
- Zöller, Caren & Lubosch, Alexander & Wirth, Franziska & Nakchbandi, Inaam. (2022). New insight on the difference between the bone microenvironment and the mammary gland for breast cancer growth. Bone Reports. 16. 101374. 10.1016/j.bonr.2022.101374.
- Lubosch, Alexander & Wirth, Franziska & Zöller, Caren & Nakchbandi, Inaam. (2021). Fibronectin derived from osteoblastic progenitors suppresses tumour growth. Bone Reports. 14. 100792. 10.1016/j.bonr.2021.100792.
- Rossnagl, Stephanie, Hiba Ghura, Christopher Groth, Eva Altrock, Franz Jakob, Sarah Schott, Pauline Wimberger et al. (2018). A subpopulation of stromal cells controls cancer cell homing to the bone marrow. Cancer research 78, no. 1 : 129-142.
- Altrock, Eva, Carla Sens, Carina Wuerfel, Matthaeus Vasel, Nina Kawelke, Steven Dooley, Jane Sottile, and Inaam A. Nakchbandi. (2015). Inhibition of fibronectin deposition improves experimental liver fibrosis. Journal of Hepatology 62, no. 3: 625-63
- Nakchbandi, Inaam A. (2014). Osteoporosis and fractures in liver disease: relevance, pathogenesis and therapeutic implications. World journal of gastroenterology: WJG 20.28: 9427.
- Bentmann, A. et al.: (2010). Circulating fibronectin affects bone matrix, whereas osteoblast fibronectin modulates osteoblast function. In: J Bone Miner Res, 2010 Apr; 25(4). S. 706–715.
- Nakchbandi, I.A. et al.: (2002). Circulating levels of interleukin-6 soluble receptor predict rates of bone loss in patients with primary hyperparathyroidism. In: J Clin Endocrinol Metab.; 87(11). S. 4946–4951.

## Auszeichnungen und Mitgliedschaften
- 1994: First Prize, Clinical Vignette Competition for Associates, Pennsylvania, Chapter of the American College of Physicians
- 1995: Women’s Board Scholar for 1995, Abington Memorial Hospital, Abington, PA
- 1996: Eleanor Widener Dixon Award for Excellence in Research, Abington Memorial Hospital, Abington, PA
- 1999: National Research Service Award, National Institutes of Health, Washington, D.C.
- 2001: Fellow of the American College of Endocrinology, Diabetes and Metabolism
- 2002: Fellow of the American College of Physicians, Philadelphia, USA[6]